# 中国人民解放军空军大连基地
中国人民解放军空军大连基地，位于辽宁省大连市，隶属中国人民解放军北部战区空军。

## 沿革

### 第四十九军
中国人民解放军第四十九军的前身是解放战争时期松江军区部分部队发展而来的东北野战军第十二纵队。1945年11月，抵达中国东北的新四军、山东军区部分部队在哈尔滨组建松江军区，司令员卢冬生，政治委员张秀山，副司令员兼参谋长李寿轩，副政治委员李兆麟，政治部主任张池明，下辖第一军分区（又称哈东军分区，司令员温玉成，政治委员董浩然）、第二军分区（又称哈南军分区，司令员王奎先，副政治委员何运洪）、第三军分区（又称哈西军分区，司令员刘子奇，政治委员王建中）、第四军分区（又称哈北军分区，司令员谭友林，政治委员李建平）、第五军分区（又称牡丹江军分区）。1946年1月，东北人民自治军更名为东北民主联军。各部队及各军区进行了调整，组成东满军区、南满军区、西满军区、北满军区这4个大军区。松江军区划归北满军区序列，司令员聂鹤亭，政治委员张秀山，副司令员兼参谋长李寿轩，副政治委员王友，政治部主任张池明，下辖哈东军分区（即原第一军分区）、哈南军分区（即原第二军分区）。原第三军分区一部调归山东解放军第七师，另一部划归嫩江军区；原第四军分区划归第三五九旅；原第五军分区升格成牡丹江军区。1946年12月，松江军区部分部队组建为独立第二师，师长温玉成，政治委员张池明，政治部主任李道之，该师直属东北民主联军总部。1947年1月至3月，独立第二师参加了三下江南作战。1947年4月，松江军区部分部队组建独立第四师，师长王奎先，政治委员栗在山，政治部主任齐渭川，该师也直属东北民主联军总部。1947年5月，嫩江军区第四军分区部队组成西满独立第四师，师长沈启贤，政治委员王建中，1947年7月改称独立第五师，直属东北民主联军总部。1947年5月13日到6月底，独立第二、第四师参加了夏季攻势作战。1947年9月14日到11月5日。独立第二、第四、第五师参加了秋季攻势作战。1947年12月15日到1948年3月13日，独立第二、第四、第五师参加了冬季攻势作战。
1948年1月1日，东北民主联军改称东北人民解放军，东北民主联军总部随之改称东北军区兼东北野战军司令部。冬季攻势结束以后，独立第二、第四、第五师奉命合编为东北野战军第十二纵队。纵队司令员钟伟，政治委员袁升平，副司令员熊伯涛，政治部主任陈志芳，下辖第三十四、第三十五、第三十六师。第三十四师由原独立第二师改称，师长温玉成，政治委员谭友林，副师长兼参谋长王亢，下辖第一〇〇、第一〇一、第一〇二团；第三十五师由原独立第四师改称，师长王奎先，政治委员栗在山，参谋长姚克，下辖第一〇三、第一〇四、第一〇五团；第三十六师由原独立第五师改称，师长沈启贤，政治委员王建中，副师长郑贵卿，参谋长才谦，政治部主任王东屏，下辖第一〇六、第一〇七、第一〇八团。第十二纵队组建后，随即开展新式整军运动以及军事大练兵。1948年5月下旬，第十二纵队第三十四、第三十六师配合其他部队发动长春外围战，并自6月中旬起由第三十四、第三十五师担任围困长春的任务。辽沈战役开始以后，以第十二纵队为主力，辅以6个独立师及内蒙古骑兵第二师，继续围困长春。1948年10月上旬，第十二纵队从长春南下至昌图地区，准备参与阻击打援。1948年10月27日，第十二纵队攻占铁岭，歼灭国军第五十三军军部及第一一六师。1948年10月30日，在沈阳以西歼灭第五十三军第一三〇师1个团和辽北保安团等部。1948年11月1日，第十二纵队配合主力攻占沈阳。
辽沈战役结束之后，按照中央军委《关于统一全军组织及部队番号的规定》，第十二纵队改称中国人民解放军第四十九军，军长钟伟，政治委员袁升平，副军长熊伯涛，政治部主任陈志芳。下辖第一四五、第一四六、第一四七、第一六二师，全军共计5万多人。第一四五师由原第三十四师改称，师长温玉成，政治委员谭友林，参谋长赵峰，政治部主任高先贵。第一四六师由原第三十五师改称，师长王奎先，政治委员栗在山，副师长李光汉，政治部主任齐渭川。第一四七师由原第三十六师改称，师长沈启贤，政治委员王建中，副师长郑贵卿，参谋长席庶民，政治部主任王东屏。第一六二师由原独立第十三师（1948年10月，由辽北军区第五军分区第二十三、第二十五团和独立第七团与辽宁军区第三军分区第十九团合编而成）改称，师长张万春，政治委员陈德，副师长刘远生，参谋长田松。
1948年12月4日、5日，第四十九军自沈阳出发，沿山海关、秦皇岛一线行军700多公里，在1949年1月3日，一部抵达天津以西的杨柳青，另一部抵达塘沽以西的新河，准备参与进攻天津、塘沽。1949年1月14日，第四十九军第一四五师参加天津战役，自天津城南突破城垣，向耀华中学方向突击。1949年1月16日，第四十九军主力攻击塘沽国军守军，歼敌3400多人，1949年1月17日攻占塘沽。1949年4月中旬，第四十九军沿津浦铁路南下，月底到达黄河北岸。1949年4月28日，遵照中央军委命令，第四十九军隶属中国人民解放军第四野战军第十三兵团建制。此后，军、师领导也部分调整：徐斌洲任第四十九军政治委员，朱大纯任第二副军长，刘随春任副政治委员兼政治部主任；原第一四七师师长沈启贤调任第一四五师师长，原第一六二师政治委员陈德调任第一四五师政治委员，原第一六二师副师长刘远生调任第一四五师副师长；赵永夫任第一四六师副师长；原第一四七师副师长郑贵卿升任师长，原第一四六师副师长李光汉调任第一四七师副师长；王兆相任第一六二师师长，徐明任第一六二师副政治委员。1949年5月初，第四十九军继续南下，向长江沿线方向挺进。1949年7月，第四十九军参加宜沙战役，攻占湖北省沙市、江陵。1949年8月8日，第四十九军追击起义后又叛逃的国军，占领了湖南省宁乡县等地，1949年8月16日在青树坪遭国军白崇禧部第七军伏击，受到损失。随后第四十九军进至湖南省桃源县地区休整。1949年8月，第一六二师调归湖南军区建制。1949年9月底到10月中旬，第四十九军参加衡宝战役，与其他部队全歼国军白崇禧部3个军部（含第七军）及5个主力师。
1949年11月，第四十九军参加广西战役，1949年11月30日接管桂林等城市。1950年1月，第四十九军划归广西军区建制，军部兼桂北区党委，第一四五、第一四六、第一四七师分别兼平乐军分区、柳州军分区、桂林军分区，担负剿匪建政的任务。1950年4月，第十三兵团领导机关调往河南省，原由第十三兵团领导机关兼的广西军区机关以第四十九军军部为主重建，钟伟任广西军区参谋长，刘随春任广西军区政治部主任，仍保留中国人民解放军第四十九军番号。1951年7月，以第一四五师师部为基础，重新组建第四十九军军部，仍辖第一四五、第一四六、第一四七师。1952年1月，撤销第四十九军番号，第四十九军军部改编为空军第三军军部，第一四五师编入第二十一兵团，第一四六师仍属广西军区建制，第一四七师改编为公安第十二师。

### 组建空军
1951年11月12日，以原中朝联合空军冲击机指挥部留下的部分人员为基础，在辽宁省开原县组建中国人民解放军空军第三军。1952年1月25日，陆军第四十九军军部改编为空军，与空军第三军军部合编。1952年5月，正式组成中国人民志愿军空军第三军，下辖第五、八、九师，归东北军区空军领导。1953年2月，以华北军区空军为主组成空军联合司令部前方指挥所，指挥员段苏权，参谋长肖道生，准备直接指挥空军部队配合陆军执行反登陆作战任务。1953年5月，华北军区空军司令部调回国内，遂将空军联合司令部前方指挥所任务交给空军第三军。1953年初，曾国华奉命组织空军第三军入朝参加抗美援朝战争。他和邓东哲、蔡永率领军指挥所，自吉林省四平出发抵达朝鲜西海岸，接替华北军区空军某指挥所的战斗值班任务。中国人民志愿军朝鲜西海岸指挥部副司令员梁兴初接见了曾国华，当时西海岸空军指挥所设在价川一个废弃矿井内。1953年春季反登陆战役准备中，空军第三军第五、八、九师均进行紧张的反登陆战备训练。1953年7月27日，朝鲜停战签字。1953年10月，空军第三军指挥所回到四平。归东北军区空军建制领导。1955年5月6日，归沈阳军区空军建制领导。后来该军移驻旅大地区。1985年8月23日，整编为中国人民解放军空军大连指挥所。1993年1月缩编为中国人民解放军空军大连基地，为副军级单位。2003年12月整编为中国人民解放军空军大连指挥所。在2016年深化国防和军队改革前，空军大连指挥所隶属于中国人民解放军沈阳军区空军。
2017年4月18日，中共中央总书记、国家主席、中央军委主席习近平在北京八一大楼接见新调整组建的84个军级单位主官，并对各单位发布训令；中共中央政治局委员、中央军委副主席许其亮宣读习近平主席签发的中央军委关于调整组建军兵种部队和省军区系统军级单位的命令、决定。在这次军级单位调整组建中，新组建中国人民解放军空军大连基地，副军级，隶属中国人民解放军北部战区空军。

## 历任领导

### 中国人民解放军第四十九军
| 军长 - 钟伟（1948年1月—1950年5月，东北野战军第十二纵队司令员、中国人民解放军第四十九军军长） 副军长 - 熊伯涛（1948年1月—1950年，东北野战军第十二纵队副司令员、中国人民解放军第四十九军副军长） - 朱大纯（1949年2月—1950年10月，第二副军长） | 政治委员 - 袁升平（1948年1月—1949年，东北野战军第十二纵队、中国人民解放军第四十九军政治委员） - 徐斌洲（1949年—1950年） - 刘随春（1950年—1950年5月） 副政治委员 - 刘随春（1949年—1950年） |

| 参谋长 - 王匡（1949年—？） 副参谋长 - 王亢（1949年3月—7月） | 政治部主任 - 陈志芳（1948年1月—1949年，东北野战军第十二纵队、中国人民解放军第四十九军政治部主任） - 刘随春（1949年—1950年，副政治委员兼） 政治部副主任 - 周彬（1948年—？，东北野战军第十二纵队、中国人民解放军第四十九军政治部副主任） |

后勤部部长
- 毛普安（1948年—1950年）

### 空军第三军
| 军长 - 曾国华（1951年10月—1954年6月） - 刘丰 少将（1954年10月—1957年8月） - 刘懋功 少将（1957年8月24日—1960年8月14日） - 杨思禄 少将（1960年9月—1966年3月3日） - 吕茂堂（1966年3月3日—1968年5月） - 孙景华（1968年5月—1980年1月） - 张洪清（1980年1月—1985年8月） 副军长 - 邓东哲 少将（1952年5月—1958年5月） - 安志敏 少将（1954年12月—1959年4月） - 吕茂堂（1959年4月—1966年3月） - 韩顾三 大校（1959年6月—1960年1月） - 曾征（1960年1月—1962年6月） - 江震 中校（1960年1月—1966年5月） - 刘国柱（1963年7月—1969年3月） - 黄鲁（1965年11月—1978年2月） - 陈海林（1966年5--1969年3月） - 李兆霖（1966年5月—1970年3月） - 耀先（1969年3月—1974年11月） - 鲍俊桂（1969年6月—1983年5月） - 张洪清（1973年12月—1980年1月） - 佟铁夫（1973年12月—1978年7月） - 赵同俊（1978年2月—1983年5月） - 张怀连（1979年12月—1983年5月） - 孙书海（1980年3月—1983年5月） - 贺毓本（1983年5月—1985年8月） - 曹存德（1983年5月—1985年8月） | 政治委员 - 李中权（1951年10月—1952年6月） - 栗在山 少将（1953年2月—1958年5月） - 邓东哲 少将（1958年5月—1963年3月） - 杨大伦 大校（1963年8月—1970年4月） - 张永亮（1970年4月—1971年10月22日） - 朱光（1974年1月4日—1978年10月9日） - 赵永焕（1978年10月9日—1982年7月25日逝世） - 刘峰（1982年9月—1983年5月20日） - 邵荣棠（1983年5月20日—1985年8月） 副政治委员 - 栗在山（1952年5月—1953年2月） - 谢锡玉（1959年4月—1960年3月） - 杨大伦 大校（1960年3月—1964年10月） - 任球（1965年4月—1969年3月） - 李兆霖（1970年3月—1978年11月） - 彤剑（1970年4月—1978年7月） - 鲍志良（1979年3月—1982年4月） - 施志清（1983年5月—1984年9月） - 马鸿（1983年5月—1985年8月） - 郭东亚（1984年8月—1986年4月） |

| 参谋长 - 蔡永（1952年5月—1956年6月） - 韩顾三（1956年6月—1959年6月） - 黄鲁（1959年6月—1965年11月） - 江震（1965年11月—1966年5月，副军长兼） - 佟铁夫（1965年11月—1969年10月） - 申炳煜（1970年2月—1983年5月） - 许永光（1983年5月—1985年8月） | 政治部主任 - 邱子明（1952年5月—1954年8月） - 崔文斌 大校（1954年12月—1955年10月） - 谢锡玉 少将（1955年10月—1959年4月） - 许法善 大校（1959年4月—1960年8月） - 王寄洋（1960年8月—1961年7月） - 任球（1961年8月—1965年4月；1965年4月—1965年11月，副政治委员兼） - 彤剑（1965年11月—1970年4月） - 刘锡广（1971年7月—1978年10月） - 田惠民（1978年11月—1983年5月） - 梅其仪（1983年5月—1986年4月） |

### 空军大连指挥所
| 司令员 - 滕连富 空军少将（1985年8月—1990年6月） - 叶光荣 空军少将（1990年6月—1993年1月） | 政治委员 - 邵荣棠 空军少将（1985年8月—1986年3月） - 黄则奇 空军少将（1986年3月—1989年12月） - 郭东亚 空军少将（1989年12月—1990年6月） - 唐守扬 空军少将（1990年6月—1993年1月） |

### 空军大连基地
| 司令员 - 张玉恒 空军少将（1993年1月—1997年4月） - 于长海 空军少将（1997年4月—1999年10月） - 江建曾 空军少将（1999年10月—2000年8月） - 赵忠新 空军少将（2000年8月—2002年10月） - 虞志学 空军少将（2002年10月—2003年12月） | 政治委员 - 唐守扬 空军少将（1993年1月—1995年8月） - 董彦山 空军少将（1995年8月—1996年7月） - 樊庆礼 空军少将（1996年7月—1998年10月） - 杨汉龄 空军少将（1998年10月—2000年8月） - 汤武昌 空军少将（2000年8月—2002年8月） - 严宝发 空军少将（2002年8月—2003年12月） |

### 空军大连指挥所
| 司令员 - 刘家新 空军少将（2003年12月—2006年12月） - 孙和荣 空军少将（2006年12月—2007年6月） - 俞庆江 空军少将（2007年6月—2010年） - 苗林 空军大校（2010年—2013年） - 刘国云 空军少将（2013年—2017年） | 政治委员 - 严宝发 空军少将（2003年12月—2006年7月） - 秦建辉 空军少将（2006年7月—2010年7月） - 安兆庆 空军少将（2010年7月—2013年） - 孙映 空军少将（2013年—2017年） |

### 空军大连基地
| 司令员 - [[]] 空军少将（2017年4月—） | 政治委员 - 傅爱国 空军少将（2017年4月—） |